# Frank Odberg
Frank Odberg, né le 1er mars 1879 à Gand et décédé en 1917, est un rameur belge.

## Biographie
Il représente la Belgique aux Jeux olympiques de 1900 à Paris pour l'épreuve du huit de pointe avec barreur en aviron pour laquelle il remporte la médaille d'argent avec sept autres membres du Royal Club Nautique de Gand pour un temps de 6 min 13 s 8.